# Červená Báň
Červená Báň (Báň) je zaniklá usedlost v Praze 8-Libni. Nacházela se pod svahem severně od ulice Prosecká poblíž Pekařky.

## Historie

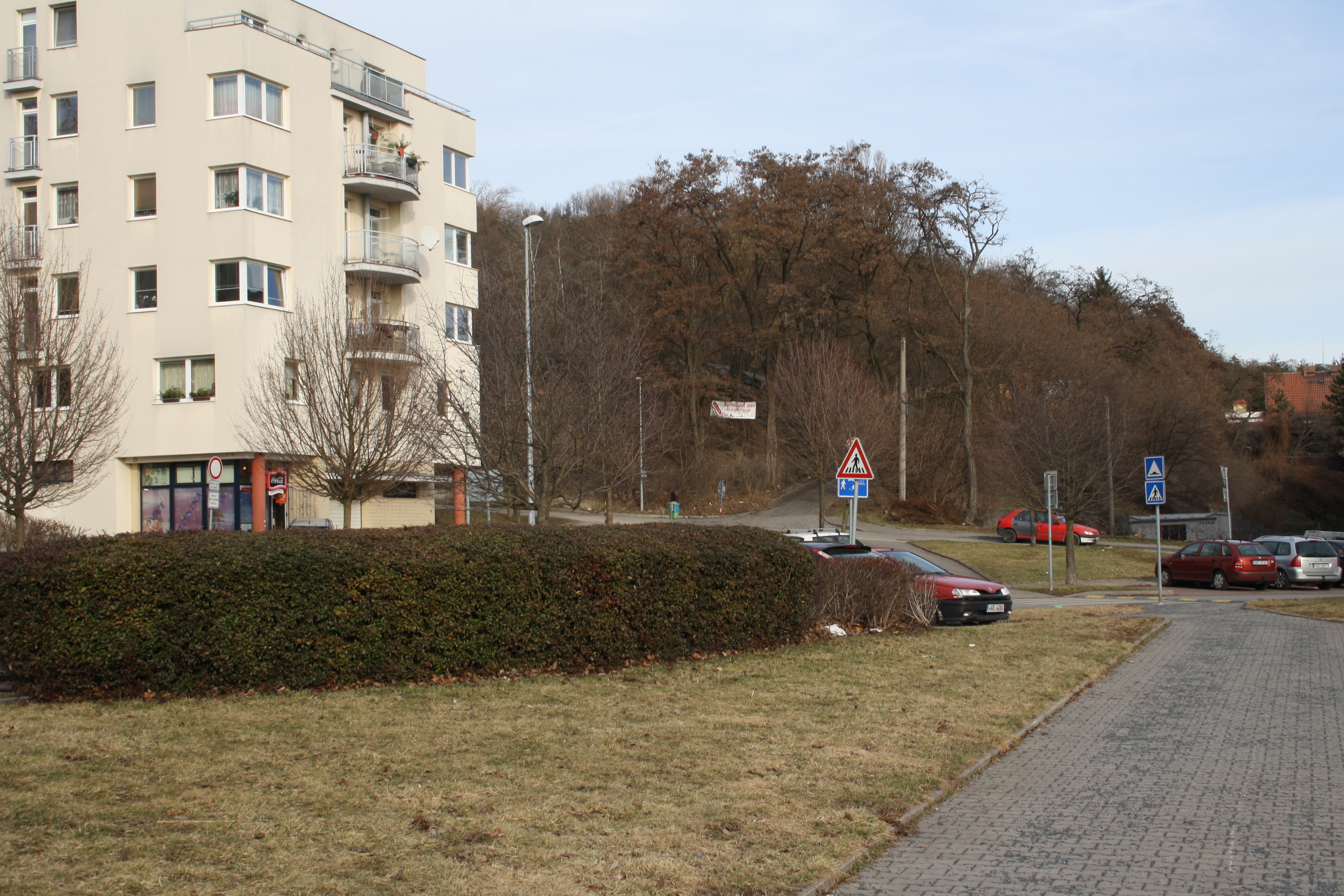
Křižovatka ulic Karla Hlaváčka a U Pekařky, přibližná poloha zaniklé usedlosti

Vinice zde byla doložena již ve středověku, usedlost od 18. století. Roku 1764 byl jejím vlastníkem František Petsch, který měl v majetku také několik dalších libeňských usedlostí, například Pečovou. Ve Stabilním katastru byl jako držitel zapsán Josef Máchal, jeho dědicem pak Antonín Máchal, úředník při c.k. okresním hejtmanství v Karlíně.
Usedlost se skládala z obytné budovy a dalších hospodářských staveb. Roku 1872 byla při ní zřízena cihelna Českou bankou pro stavby a nemovitosti. Jednalo se o velkou dvoukomorovou žárovou pec a při ní dělnický dům s dvanácti byty. Za majitelů Jiřího Meilbecka a Marie rozené Schwarzové zde roku 1883 vznikla kruhová pec podle projektu Ferdinanda Hetteše. Roku 1907 získala cihelnu manželka libeňského podnikatele Barbora (Betta) Čuprová, která zde zavedla moderní strojovou výrobu cihel a starou kruhovou pec roku 1929 podstatně rozšířila. Po roce 1945 byla výroba ukončena, roku 1955 pak odstřeleny pec, komín i původní budova usedlosti. Na jejím místě vznikla ulice Na Báni (Františka Kadlece). Dnes Červenou Báň připomíná stejnojmenná ulice, položená západně od místa usedlosti. Usedlost je ještě zakreslena v mapě z roku 1938, někdy poté zanikla. Část vinice existovala ještě na začátku 20. století na severní straně Prosecké ulice.